# Langbladige druifhyacint
Langbladige druifhyacint (Muscari armeniacum), soms ook Armeense druifhyacint genoemd, is een plantensoort uit het geslacht druifhyacint (Muscari).

## Determinatie
De bladeren van de soort zijn zeer langwerpig, veelal sliertig, bochtig en liggen meestal ietwat wanordelijk op de grond. De bladeren komen met 4–10 uit de bol omhoog en staan vaak al in de herfst en de daaropvolgende winter boven de grond. De bladtop is relatief smal.
De bloeiwijze is min of meer kegelvormig. De bloemen zijn aanvankelijk rond, maar vol in bloei iets langwerpig, bolrond, paarsblauw en wit gerand. De bloei duurt van maart tot en met mei.

## Verspreiding
Het oorspronkelijke verspreidingsgebied van langbladige druifhyacint omvat Zuidoost-Europa en Klein-Azië. Vooral in Noord-Amerika, Australië, Nieuw-Zeeland en een groot deel van West-Europa is zij een veel aangeplante tuinplant.